# مديرية أخالغوري
مديرية أخالغوري هي مديرية في جورجيا، تقع في متسخيتا-متيانيتي، وأوسيتيا الجنوبية، بلغ عدد سكانها 7,703 نسمة وذلك حسب إحصائيات سنة 2002، تبلغ مساحتها 1,011 كيلومتر مربع.